# Джусти, Рикардо
Рика́рдо Ома́р Джу́сти (исп. Ricardo Omar Giusti; род. 11 декабря 1956, Альбарельос, Санта-Фе) — аргентинский футболист, выступавший на позиции полузащитника. Чемпион мира 1986 года. Один из лучших игроков «Индепендьенте» 1980-х годов. Занимает 22-е место по числу проведённых матчей за сборную Аргентины за всю историю.

## Карьера
Родился в семье выходцев из Италии в посёлке Альбарельос близ города Арройо-Секо провинции Санта-Фе. Начал игровую карьеру в Росарио, ближайшем из крупных центров аргентинского футбола, в клубе «Ньюэллс Олд Бойз». С 1975 по 1978 год провёл за «лепру» 108 (по другим данным — 109) матчей, в которых отличился 10-ю забитыми голами. Уверенные действия молодого полузащитника оборонительного плана привлекли к себе внимание столичных клубов.
Довольно неожиданно спор выиграл «Архентинос Хуниорс», который славился, в первую очередь, своими воспитанниками. Именно тогда Джусти впервые стал партнёром восходящей звезды мирового футбола Диего Марадоны. Один сезон в составе «красных жуков» подтвердил высокий уровень игры Джусти и стал трамплином для перехода в состав гранда, «Индепендьенте».
За «королей кубков» Джусти выступал больше 10 лет. За это время он дважды становился чемпионом Аргентины, завоёвывал в 1984 году Кубок Либертадорес, Межамериканский кубок, Межконтинентальный кубок.
С 1983 года Джусти стал выступать за сборную Аргентины. Первым крупным турниром для него стал Кубок Америки 1983, впоследствии он ещё дважды принял участие в континентальном турнире (1987, 1989), но выше третьего места в 1989 году подняться не сумел.
Куда успешнее для Джусти сложились чемпионаты мира. В 1986 году без Джусти сложно было представить опорную зону в «альбиселесте». Во многом именно его уверенные действия развязали руки для созидания Марадоной, ставшим лучшим игроком турнира. В итоге — заслуженный чемпионский титул. В 1990 году Джусти провёл только 4 матча — он пропустил первые 2 игры группового турнира, а затем, после сложнейшего полуфинала с Италией, не сыграл в финале. В итоге Аргентина проиграла ФРГ и заняла лишь второе место. Это был последний турнир для Рикардо в составе национальной сборной.
В 1987 году вошёл в десятку лучших игроков Южной Америки.
Завершил клубную карьеру в клубе «Унион» (Санта-Фе) в сезоне 1991/92.

## Достижения

### Командные
- Чемпион мира: 1986
- Вице-чемпион мира: 1990
- Чемпион Аргентины: 1983 (Метрополитано), 1988/89
- Кубок Либертадорес: 1984
- Межконтинентальный кубок: 1984
- Межамериканский кубок: 1984

### Личные
- Включён в символическую сборную Южной Америки: 1987